# Saint-Félix-de-Lunel
Saint-Félix-de-Lunel é uma comuna francesa na região administrativa de Occitânia, no departamento de Aveyron. Estende-se por uma área de 18,98 km². Em 2010 a comuna tinha 356 habitantes (densidade: 18,8 hab./km²).